# Journal of Molecular Biology
Journal of Molecular Biology (abrégé en J. Mol. Biol.) est une revue scientifique à comité de lecture. Ce journal hebdomadaire présente des articles originaux dans le domaine de la biologie moléculaire.
D'après le Journal Citation Reports, le facteur d'impact de ce journal était de 4,333 en 2014. Actuellement, la direction éditoriale est assurée par Peter Wright (The Scripps Research Institute, États-Unis).
Parmi les articles parus dans Journal of Molecular Biology, on compte notamment les articles définissant l'algorithme de Smith-Waterman et l'algorithme BLAST.